# Thất Tiểu Phúc
Thất Tiểu Phúc (七小福) là một nhóm học sinh xuất sắc của trường Kinh kịch tại Hồng Kông vào thập niên 1960. Được đào tạo kỹ lưỡng về võ thuật và kỹ thuật biểu diễn, nhóm Thất Tiểu Phúc, gồm một số em nhỏ từ 7 đến 8 tuổi, thường được mời đi biểu diễn tại các nhà hát và sân khấu ở Hồng Kông. Mặc dù có hơn 7 người nhưng do trên sân khấu con số cố định luôn chỉ là 7 diễn viên nên nhóm có tên là Thất Tiểu Phúc (7 điều may mắn nhỏ).

## Lịch sử
Vào cuối năm 1959, vũ sư kinh kịch Vu Chiêm Nguyên (Yu Jim Yuen - 于占元), thân phụ của ngôi sao điện ảnh Vu Tố Thu thời bấy giờ, thành lập Học viện Hý kịch Trung Quốc tại Hongkong, thu nhận nhiều đệ tử, thường ở độ tuổi từ 8 đến 10 tuổi, để đào tạo về kỹ thuật biểu diễn hý kịch, đặc biệt là về võ thuật và kỹ thuật nhào lộn. Các học sinh trong trường đều lấy nghệ danh bắt đầu bằng chữ Nguyên (元), lấy từ tên của vị sư phụ. Chế độ đào tạo tại Học viện cực kỳ nghiêm khắc, dù là nam hay nữ đều có chế độ tập luyện như nhau. Mọi học viên ở đó đều phải thức dậy luyện võ từ 5h sáng và tập luyện đến hết 12 giờ đêm, nếu chậm trễ có thể bị đánh đòn. Nhờ chế độ tập luyện này, về sao nhiều học sinh của trường trở thành những ngôi sao diễn viên võ thuật hoặc đạo diễn, chỉ đạo võ thuật nổi tiếng của điện ảnh Hồng Kông như Viên Hòa Bình, Hồng Kim Bảo, Thành Long, Nguyên Khuê, Nguyên Bưu...
Trong nhiều lần, do nhu cầu biểu diễn, sư phụ Vu Chiêm Nguyên thường chọn ra 7 học sinh xuất sắc nhất để tham gia biểu diễn kinh kịch trong nhóm vai diễn có tên gọi là Thất Tiểu Phúc. Về sau, do sự thành công của các đệ tử, Vu sư phụ đã thành lập Hý ban Thất Tiểu Phúc, thường xuyên cho mượn các đệ tử tham gia diễn xuất để tăng cường kinh nghiệm.
Đầu thập niên 1970, do thị trường kinh kịch dần đi xuống để nhường chỗ cho sự nổi lên của nghệ thuật điện ảnh, Vu Chiêm Nguyên đã cho giải tán Học viện. Các đệ tử của ông bấy giờ nhiều người đã bước vào tuổi trưởng thành, bắt đầu sự nghiệp riêng của mình. Nhờ danh tiếng của nhóm Thất Tiểu Phúc, nhiều người nhanh chóng nhận những vai trò quan trọng trong ngành điện ảnh, đồng thời tương trợ huynh đệ đồng môn thành danh trong nhiều thập kỷ sau này. Ngày 13 tháng 11 năm 2009, nhân kỷ niệm ân sư Vu Chiêm Nguyên, các học trò của ông đã tổ chức lễ kỷ niệm 50 năm của nhóm Thất Tiểu Phúc và tụ hội nhiều thành viên cũ, trong đó rất nhiều người đã thành danh trong nền điện ảnh Hoa ngữ và thế giới.

## Thành viên
Theo thông tin của các học viên cũ Học viện Hý kịch Trung Quốc thì vào lúc đông nhất, thành viên nhóm Thất Tiểu Phúc có hơn 70 người. Trong đó, 7 thành viên chính thường xuyên biểu diễn là:
| Nghệ danh          | Tên khác                  | Năm sinh | Ghi chú |
| ------------------ | ------------------------- | -------- | --- |
| Nguyên Long (元龍) | Hồng Kim Bảo (Sammo Hung) | 1952     | Diễn viên, đạo diễn và chỉ đạo võ thuật nổi tiếng                                                          |
| Nguyên Lâu (元樓)  | Thành Long (Jackie Chan)  | 1954     | Diễn viên, đạo diễn phim võ thuật, hành động nổi tiếng HongKong                                            |
| Nguyên Bưu (元彪)  | Yuen Bao                  | 1957     | Diễn viên võ thuật, là một trong bộ ba Hồng Kim Bảo - Thành Long - Nguyên Bưu nổi tiếng của thập niên 1980 |
| Nguyên Khuê (元奎) | Corey Yuen                | 1951     | Diễn viên, đạo diễn của Người vận chuyển (The Transporter) và So Close                                     |
| Nguyên Hoa (元華)  | Yuen Wah (Sam Yuen)       | 1950     | Diễn viên võ thuật nổi tiếng, vai ông chủ trong Tuyệt đỉnh công phu                                        |
| Nguyên Vũ (元武)   | Chu Nguyên Tuấn Yuen Mo   | 1941     | |
| Nguyên Thái (元泰) |                           |          | |

Một số thành viên khác của Thất Tiểu Phúc là Nguyên Khánh (元慶, tức Viên Hòa Bình), Nguyên Đức
(元德, sinh 1956, nguyên danh Khổng Tường Đức), Nguyên Tuấn (元俊, sau đổi thành Ngô Nguyên Tuấn), Nguyên Bân (元彬, nguyên danh Đào Chu Khôn, đạo diễn kiêm diễn viên), Nguyên Chấn (元振), Nguyên Huy (元煇, nguyên danh Doãn Nguyên Huy), Nguyên Bảo (元寶, nguyên danh Từ Hựu Lân, đạo diễn kiêm diễn viên), Nguyên Đình (元庭, nguyên danh Ngô Minh Tài, Đại sư huynh đời thứ nhất), Nguyên Văn (元文, nguyên danh Mạnh Nguyên Văn), Nguyên Binh (元兵), Nguyên Sâm (元森), Nguyên Anh (元英) (thành viên nam); Nguyên Thu (元秋, sinh 1948, tam sư tỷ), Nguyên Tâm (元心), Nguyên Cúc (元菊, nguyên danh Lý Cúc Hoa, nhị sư tỷ), Nguyên Phủ (元甫), Nguyên Hương (元香), Nguyên Băng (元冰) (thành viên nữ).

## Hậu Thất Tiểu Phúc
Về sau một số thành viên của Thất Tiểu Phúc đã trở thành những diễn viên phim võ thuật hoặc đạo diễn, chỉ đạo võ thuật nổi tiếng của điện ảnh Hồng Kông, tiêu biểu là Thành Long, Hồng Kim Bảo, Nguyên Khuê và Nguyên Bưu, trong đó nhóm ba người Thành Long - Hồng Kim Bảo - Nguyên Bưu đã đóng chung trong nhiều bộ phim ăn khách của Hồng Kông thập niên 1980 còn Nguyên Hoa và Nguyên Thu từng tái hợp trong vai ông bà chủ của bộ phim nổi tiếng Tuyệt đỉnh công phu.